# Санг, Патрик
Патрик Санг — кенийский бегун на средние дистанции.
Родился в небольшой деревушке Капсисява, провинция Рифт-Валли. Профессиональную карьеру начал в 1987 году. Специализировался в беге на 3000 метров с препятствиями. Победитель Всеафриканских игр 1987 года. На чемпионате мира 1987 году финишировал 8-м. Принял участие на Олимпийских играх 1988 года, где занял 7-е место с результатом 8:15.22. Серебряный призёр чемпионата мира в Токио. На Олимпийских играх 1992 года выиграл серебряную медаль, уступив в финальном забеге своему соотечественнику Мэттью Бириру. В 1993 году вновь стал серебряным призёром мирового первенства. 
После ухода с беговой дорожки он выступал на шоссейных пробегах. На Амстердамском марафоне 1999 года занял 9-е место с результатом 2:14.03.
В настоящее время является тренером Никсона Чепсебы.